# Tatihou
L'isola di Tatihou (île de Tatihou in lingua francese) è una piccola isola sulla costa francese della Manica a nord-est della penisola del Cotentin nella rada di Saint-Vaast-la-Hougue, comune cui appartiene territorialmente.

## Descrizione
Si estende su una superficie di 29 ha ed è accessibile a piedi dalla costa continentale solo in alcuni casi di bassa marea. Essa appartiene al Conservatoire du Littoral e non è abitata permanentemente. Sull'isola si trovano:
- il forte Vauban[2] costruito nel 1694, dopo la battaglia della Hougue, del quale faceva parte la Tour Vauban[3] (XVIII secolo), classificata patrimonio mondiale dall'UNESCO dal luglio 2008. All'interno delle fortificazioni (XIX secolo) si trovano anche una cappella (fine del XVIII secolo), una polveriera (XIX secolo) e una caserma oggi adibita a ristorante.
- l'antico lazzaretto, costruito nel 1720 per evitare il propagarsi della peste, che oggi ospita il Museo marittimo dell'Isola di Tatihou, un orto botanico, un laboratorio di carpenteria navale e degli edifici di accoglienza
- una riserva ornitologica,[4] posta nella piana dietro la torre Vauban e nel fort de l'Ilet, gestita dal Gruppo ornitologico normanno[5].
- una casa dei doganieri (1805), al di sopra dell'imbarcadero.

## Storia

### Preistoria
L'isola è stata oggetto di numerosi scavi archeologici, inizialmente in un contesto sub-marino, poi sull'isola vera e propria, secondo un programma condotto dagli studiosi Cyril Marcigny e poi Vincent Carpentier. Dopo numerose occupazioni avvenute nel periodo neolitico l'isola, allora stabilmente collegata alla costa, fu densamente abitata durante l'età del bronzo. Un insieme frammentario di vari insediamenti si sono alternati tra il 1500 e il 1250 a.C. Dopo questa data, i luoghi sembrano rimasti deserti fino alla fine dell'età del ferro, allorché vi si installò un nuovo insediamento agricolo.

### Storia moderna
La battaglia della Hougue nel 1692 vide lo scontro al largo di Barfleur tra la flotta francese, guidata dall'ammiraglio Tourville e quella anglo-olandese. Dopo una dura battaglia, undici navi francesi non poterono tornare a Saint-Malo e vennero bruciate vicino Tatihou e Hougue.

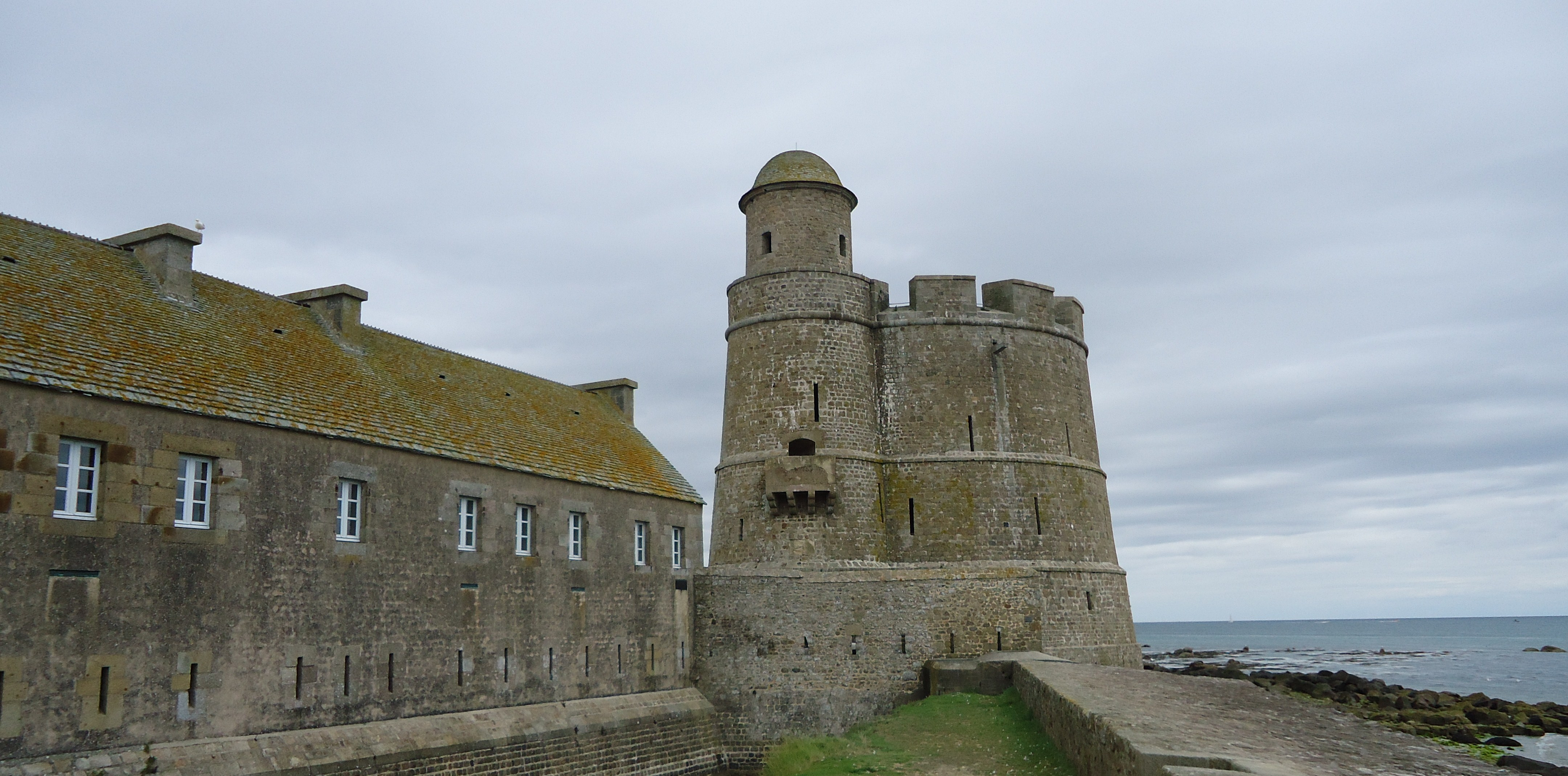
Torre di Benjamin de Combes

Dal 1694 , la torre e la sua gemella Tatihou Hougue (sulla costa di Saint-Vaast) vennero costruite da un allievo di Vauban , Benjamin Combes, per difendere la baia di Saint-Vaast contro gli aggressori. La costruzione di fortificazioni continuò fino al XIX secolo. Queste torri furono classificate, insieme con tredici altri siti fortificati da Vauban, Patrimonio mondiale il 7 luglio 2008.
Nel 1721, un'epidemia di peste a Marsiglia convinse il re a stabilire una stazione di quarantena per proteggere il nord-ovest del regno. L'isola di Tatihou fu quindi scelta per far scontare la quarantena agli equipaggi e alle merci provenienti dal Mare del Nord o dal Mediterraneo. Questo complesso sanitario fu attivo fino a tutto il 1840.

### Storia contemporanea
Durante la prima guerra mondiale, il forte è stato usato come campo di prigionia per i prigionieri tedeschi ed austro-ungarici. Dal 1926 al 1940 l'isola ospitava nei suoi locali un sanatorio a cielo aperto . Da febbraio a giugno 1939 l'isola accolse donne e bambini profughi della guerra civile spagnola.
Dal 1948 al 1984 Tatihou accolse giovani in difficoltà. Questi giovani, collocati sull'isola da un tribunale o per motivi familiari, potevano ricevere una formazione professionale (orticoltura, meccanica e vari mestieri edilizi). Il centro ha ospitato una colonia estiva sanitaria riservata ai giovani diabetici e nel periodo 1982-1984, fu utilizzata anche per fornire ai bambini raccolti nel Mar Cinese Meridionale, fuggitivi a bordo di imbarcazioni di fortuna (i cosiddetti boat people) per rapidi corsi di formazione nella lingua francese. Il centro era situato nel vecchio lazzaretto, ove vivevano solo il personale insegnante e la gioventù.
Abbandonata nel 1984, dal 1989 l'isola Tatihou è stata assegnata al Conservatoire du Littoral. Ciò ha segnato l'inizio di un contratto di gestione con il Consiglio generale della Manica ed il recupero e il restauro ha potuto aver inizio. Nel 1992, per il terzo centenario della battaglia di La Hougue , il Maritime Museum ha aperto le sue porte in una parte della vecchia stazione di quarantena, presentando le vestigia della battaglia. Dal 1990 al 2012 è avvenuto il ripristino del sito e del Museo Marittimo.

## Fauna e flora
Tre ettari ai limiti del forte sono stati riservati agli uccelli nel 1990 . Quest'area serve anche per lo svernamento, o anche solo per la sosta nel passaggio migratorio degli uccelli non marittimi. Si possono osservare più di 150 specie diverse, come gabbiani reali, zafferani e mugnaiacci, le volpoche, le beccacce di mare od ostrichiere, le colombelle, le e, l'edredone di Steller, il fischione, il gabbiano reale zampegialle, lo ziglo delle nevi e la beccaccia.
Un giardino botanico ed uno marittimo comprendono diverse centinaia di specie costiere.

## Cultura
Il Museo marittimo dell'Isola Tatihou è stato creato nel 1992 per ospitare i reperti archeologici provenienti da relitti della battaglia di La Hougue del 1692. Esso espone anche collezioni di pesca e la cantieristica navale sulla costa della Normandia. Presenta diverse mostre ogni anno su questi temi. Un festival musicale, Crossing the Tatihou, è organizzato dal 1995 nel periodo intorno al 15 agosto. Si raggiunge l'isola Tatihou con la bassa marea. Gli orari sono scelti in base alle maree, così come lo sono le date del festival di musica. Tatihou ospita anche diversi corsi annuali di musica.

## Accesso

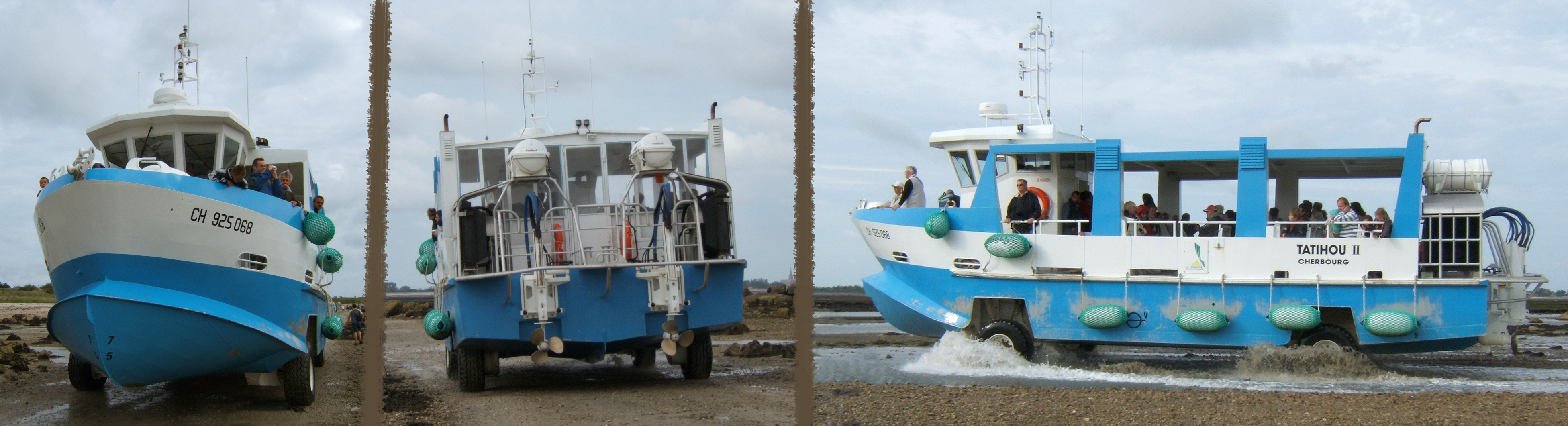
Tatihou II, il battello anfibio che collega l'isola a Saint-Vaast, naviga con l'alta marea e corre su ruote con la bassa marea

È possibile accedere all'isola con veicoli anfibi, ma il numero di visitatori è limitato a 500 al giorno. È anche possibile arrivare a piedi con la bassa marea, passando per i parchi di ostriche, a condizione che il "coefficiente di marea" sia maggiore di 70.